# The Legend of Bloody Mary
The Legend of Bloody Mary é um filme de terror e suspense produzido nos Estados Unidos, dirigido por John Stecenko e lançado em 2008.